# Kopcie (powiat węgrowski)
Kopcie – wieś w Polsce położona w województwie mazowieckim, w powiecie węgrowskim, w gminie Grębków. Ma status sołectwa.
| SIMC    | Nazwa      | Rodzaj  |
| ------- | ---------- | ------- |
| 0672107 | Kwaśnianka | kolonia |

Miejscowość jest siedzibą rzymskokatolickiej parafii Matki Bożej Królowej Korony Polskiej.
W latach 1954–1972 wieś należała i była siedzibą władz gromady Kopcie. W latach 1975–1998 miejscowość należała administracyjnie do województwa siedleckiego.